# カフェ・ド・パリ・ソース
カフェ・ド・パリ・ソース（Café de Paris sauce ）は、グリルした食肉に使われるバターベースの複雑なソースである。牛肉のリブ (Rib) またはサーロインステーキ（en:Sirloin）にこのソースが使われる料理は、entrecôte Café de Paris （アントルコート・カフェ・ド・パリ）として知られる。

## 歴史
このソースは、ジュネーヴのレストラン、カフェ・ド・パリで1940年代に最初に人気となった。アーサー・フランソワ（フレディー）・デュモンが経営した後も、entrecôte Café de Paris はレストランの名物料理だった。カフェ・ド・パリはソースの考案者をデュモンの義父、ブーヴィエとしている。今日、このソースは他のいくつかのレストランにライセンスされている。ローザンヌのカフェ・ド・パリ、シオンの À l'Entrecôte、リスボンのBrasserie L'L'Entrecôte、ドバイ、クウェート、リヤドのEntrecôte Café de Paris レストランである。
非常に似たソースが、Paul Gineste de Saurs の弟子が経営するL'Entrecôte （アントルコート）グループのレストランで、パリ、ジュネーヴ、ロンドン、ベイルート、バルセロナ、トゥールーズ、リヨン他の都市において使われる｡

## 材料と調理
カフェ・ド・パリとアントルコートグループのレストランは、ソースの材料と調理法を秘密にしている。
パリの新聞『ル・モンド』は、Le Relais de Venise （ル・ルレ・ド・ヴニーズ）、アントルコートで使われたソースは鶏レバー、新鮮なタイム、タイムの花、クリーム（脂肪分19パーセント以上）、ホワイトマスタード（シロガラシ）、バター、水、塩、およびコショウで作ると報じた。

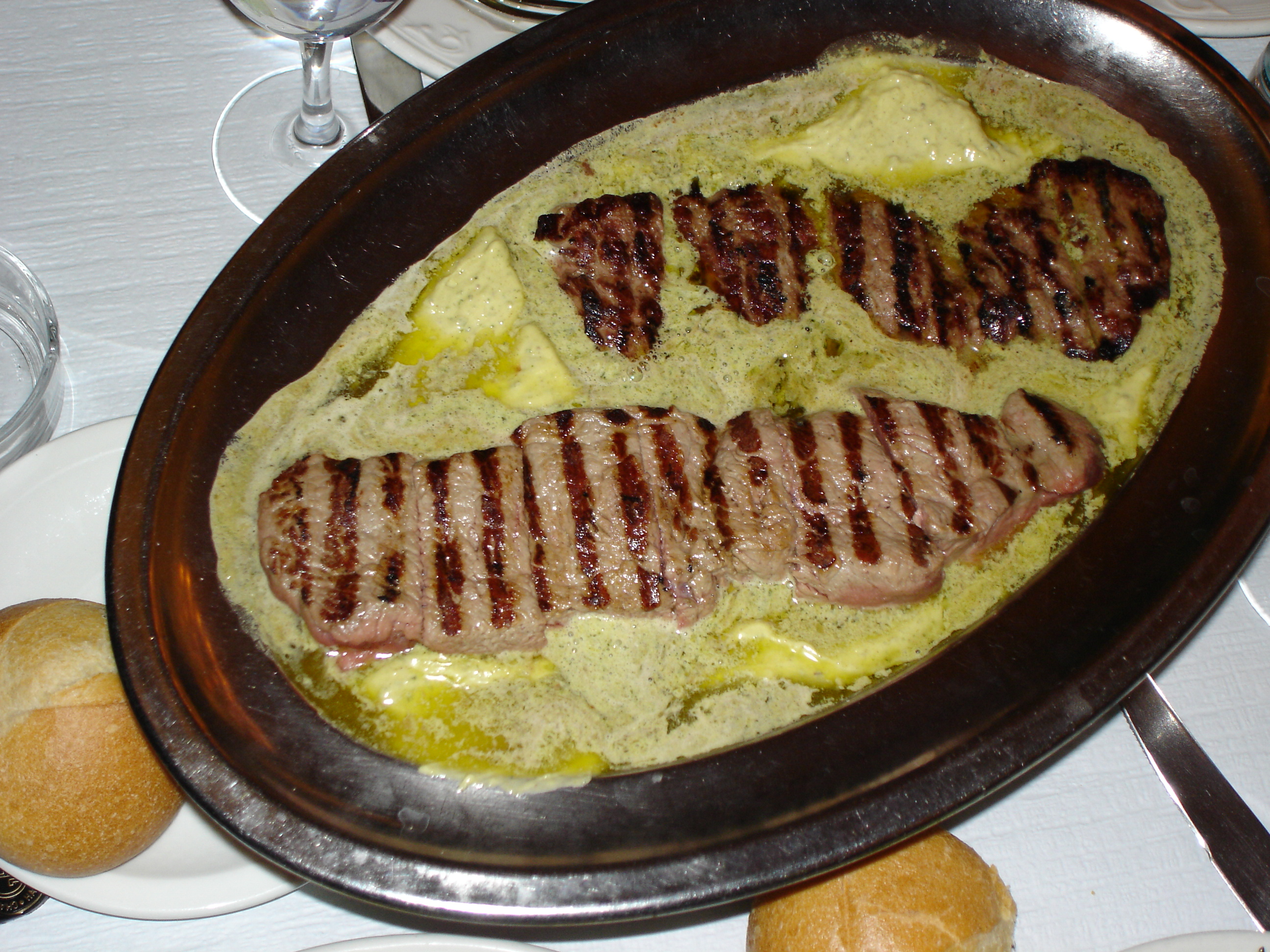
レアとウェルダンのアントルコート・カフェ・ド・パリ（entrecôte Café de Paris ）

ル・モンドによると、鶏レバーはタイムを煮た鍋で色が変わるまで湯通しする。別の鍋で、クリームにマスタードを加え煮詰めて、タイムの花の風味を加える。鶏レバーをほどよく切り分け裏ごしし、煮詰めたクリームに加え、バターと少々の水分と共になめらかになるよう混ぜる。塩コショウ少々を挽いて加える。しかしながら、『インデペンデント』は、ル・ルレ・ド・ヴニーズ、ル・アントルコートの経営者が『ル・モンド』の報道を否定したと報じた。
カフェ・ド・パリは、アントルコート（entrecôte ）を、三脚台に乗せ底から固形燃料の火で熱した皿いっぱいのソースの上に乗せて供する。最初、ソースは固く泡立てた黄褐色であるが、熱で溶けると自然でクリーミーなエンドウ豆スープの緑色になる。アントルコールグループのレストランでは、最初から溶けた状態で、分離が少なく塩分が控えめである。

## カフェ・ド・パリ・バター
伝統的なカフェ・ド・パリ・ソースの特質は、カフェ・ド・パリ・バター（Café de Paris butter ）と呼ばれる合わせバターである。ハーブ、香辛料、およびマスタード、マジョラム、イノンド、ローズマリー、エストラゴン、パプリカ、ケッパー、チャイブ、カレー粉、パセリ、エシャロット、ニンニク、ウスターソース、アンチョビをバターに混ぜ合わせる。合わせバターはアルミホイルで丸く成形して冷やされる。調理の仕上げで、このバターを切り分け、熱い肉料理で溶かす。